# Kondrat Mielnik
Kondrat Siemionowicz Mielnik, ros. Кондрат Семёнович Мельник; ukr. Кондрат Семенович Мельник, Kondrat Semenowycz Melnyk (ur. 13 lutego?/25 lutego 1900 w Iwankowie, zm. 3 maja 1971 w Moskwie) – radziecki wojskowy pochodzenia ukraińskiego, generał porucznik.

## Życiorys
Urodził się w miejscowości Iwanków w obwodzie kijowskim na Ukrainie.
W 1919 roku wstąpił do Armii Czerwonej. Brał udział w walkach na Froncie Południowo-Zachodnim, początkowo jako szeregowy, a następnie dowódca szwadronu kawalerii.
W latach 1921–1926 dowódca szwadronu, a następnie dowódca szkoły pułkowej. W 1926 roku ukończył szkołę dowódców kawalerii. Po jej ukończeniu w latach 1927–1930 był szefem sztabu a następnie dowódca pułku kawalerii. W latach 1930–1933 studiował w Akademii Wojskowej im. M Frunzego. Następnie w latach 1933–1935 szef sztabu 4 Samodzielnej Brygady Kawalerii, a w latach 1936–1937 szef sztabu 16 Samodzielnej Dywizji Kawalerii, od lipca do grudnia 1937 roku dowódca 30 Dywizji Kawalerii. Od stycznia do lipca 1938 roku komendant garnizonu Leningradzkiego.
W lipcu 1938 roku został zastępcą szefa sztabu Frontu Dalekowschodniego, brał udział w walkach nad jez. Chasan. Od września 1938 do lipca 1939 roku szef sztabu 2 Samodzielnej Armii. Od sierpnia 1939 do lipca 1941 roku starszy wykładowca Akademii Wojskowej im. Frunzego.
Od lipca 1941 rok dowódca 53 Samodzielnej Dywizji Kawalerii, na czele której wziął w walkach w rejonie Smoleńska i w bitwie pod Moskwą. W grudniu 1941 roku uczestniczył w rajdzie grupy kawalerii gen. Lwa Dowatora na tyły frontu.
W marcu 1942 roku został dowódcą 15 Korpusu Kawalerii Frontu Zakaukaskiego, który stacjonował na terenie Iranu i wchodził w skład wojsk okupacyjnych. W październiku 1942 roku mianowany dowódcą 44 Armii w składzie północnej grupy wojsk Frontu Zakaukaskiego uczestniczył w walkach w nad rzeką Terek i w rejonie miasta Gudermes.  W listopadzie 1942 roku został dowódcą 58 Armii, która prowadziła walki obronne na podejściach do Kaukazu. Następnie wzięła udział w natarciu na kierunku stawropolskim oraz w operacji wyzwolenia Krasnodaru.
W październiku 1943 roku został dowódcą 56 Armii, która wzięła udział w operacji noworosyjsko-tamańskiej. W listopadzie został zastępcą dowódcy a w kwietniu 1944 roku dowódcą Samodzielnej Armii Nadmorskiej. Brał udział w walkach o wyzwolenie Krymu.
Po zakończeniu wojny został dowódcą utworzonego na bazie dowództwa armii Taurydzkiego Okręgu Wojskowego, którym dowodził do 1946 roku, a następnie pełnił służbę w Ministerstwie Obrony ZSRR.
Od marca 1952 roku główny doradca wojskowym armii rumuńskiej i równocześnie attaché wojskowy przy poselstwie ZSRR w Rumunii. W 1958 roku wraca do ZSRR i został szefem wyszkolenia wojskowego Komitetu Centralnego DOSAAF.
W 1961 roku przeniesiony do rezerwy. Mieszkał w Moskwie, gdzie zmarł.

## Awanse
- generał porucznik (28 kwietnia 1943)

## Odznaczenia
- Order Lenina
- Order Czerwonego Sztandaru (trzykrotnie)
- Order Suworowa I klasy
- Order Kutuzowa II klasy
- Order Wojny Ojczyźnianej I klasy